# Randia pseudozosterops
La randia malgache (Randia pseudozosterops) es una especie de ave paseriforme de la familia Bernieridae propia de la isla de Madagascar, en el océano Índico. 

## Distribución y hábitat
Es un habitante endémico de la isla de Madagascar. Su hábitat natural son los bosques bajos húmedos tropicales. Se encuentra amenazada por pérdida de hábitat.